# Sammy Davis Sr.
Pour les articles homonymes, voir Davis et Sammy Davis.
Sammy Davis Sr. (1900-1988) est un danseur américain, il est par ailleurs le père de Sammy Davis Jr..

## Biographie
Sammy Davis Sr. est né le 12 décembre 1900 à Wilmington en Caroline du Nord.
Sammy Davis Sr. était le fils de Robert Davis (1868 - 1948) et Rosa B. Davis (1870 - 1957). Sammy, Sr. et sa femme, Elvera Sanchez (en), étaient tous deux danseurs. Ils se séparèrent quand leur fils, Sammy Junior, était âgé de trois ans. Sammy Davis obtint la garde de son fils et l'emmena en tournée avec lui.
Sammy Davis Sr. et Will Mastin (en), le leader de la compagnie de danse, apprirent le métier à Junior et, très vite, l'enfant intégra le spectacle de la troupe qui prit pour nom The Will Mastin Trio (en).
En 1956 à Broadway, le trio participa à la comédie musicale Mr. Wonderful (en).
Sammy Davis Sr. a joué des spectacles dits de « vaudeville », notamment au Copacabana à New York durant près de 40 ans. Il participa aussi à deux films : Sweet and Low et The Benny Goodman Story en 1955. Il est apparu aussi dans des séries télévisées, notamment The Colgate Comedy Hour (en).
Sammy Davis Sr. est mort à Beverly Hills, en Californie, le 21 mai 1988, à l'âge de 87 ans, deux ans avant la mort de son fils, Sammy Davis Jr.